# 金集镇 (天长市)
金集镇，是中华人民共和国安徽省滁州市天长市下辖的一个乡镇级行政单位。

## 行政区划
金集镇下辖以下地区：
金集社区、谕兴社区、黄桥村、草西村、丼亭村、马塘村、仓房村、鲍岗村、益民村、芦柴村和头墩村。